# 7750 McEwen
7750 McEwen este un asteroid din centura principală de asteroizi.

## Descriere
7750 McEwen este un asteroid din centura principală de asteroizi. A fost descoperit pe 18 august 1988 la Observatorul Palomar de Carolyn S. Shoemaker și Eugene M. Shoemaker. Asteroidul prezintă o orbită caracterizată de o semiaxă mare de 2,76 ua, o excentricitate de 0,37 și o înclinație de 15,9° în raport cu ecliptica.